# Liste der Monuments historiques in Roye-sur-Matz
Die Liste der Monuments historiques in Roye-sur-Matz führt die Monuments historiques in der französischen Gemeinde Roye-sur-Matz auf.

## Liste der Bauwerke
| Bezeichnung      | Beschreibung | Standort | Kennzeichnung | Schutzstatus | Datum | Bild           |
| ---------------- | ------------ | -------- | ------------- | ------------ | ----- | -------------- |
| Kirche St-Martin |              | (Lage)   | PA00114845    | Classé       | 1913  | weitere Bilder |